# Оріхово (Первомайський район)
Орі́хово (рос. Орехово) — селище у складі Первомайського району Томської області, Росія. Входить до складу Новомаріїнського сільського поселення.

## Населення
Населення — 677 осіб (2010; 732 у 2002).
Національний склад (станом на 2002 рік):
- росіяни — 91 %